# Chèo bẻo rừng
Chèo bẻo rừng, tên khoa học Dicrurus aeneus là một loài chim trong họ Dicruridae.

## Hình ảnh

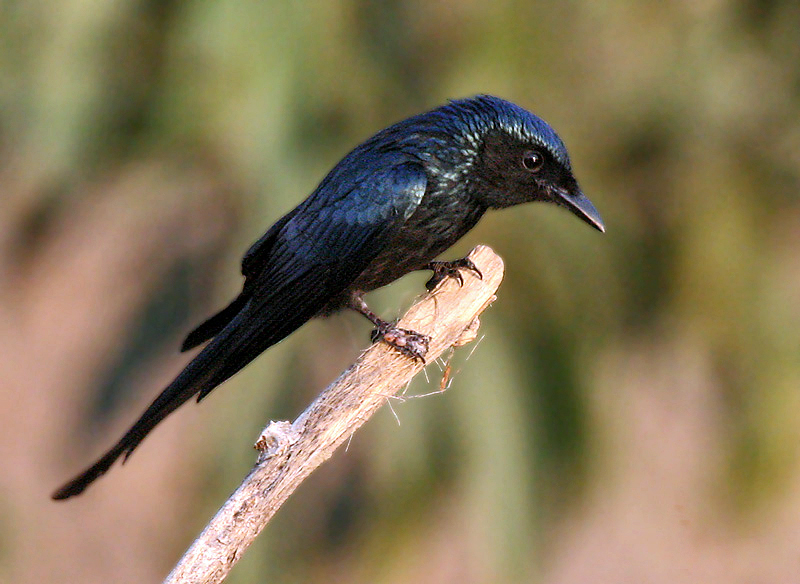
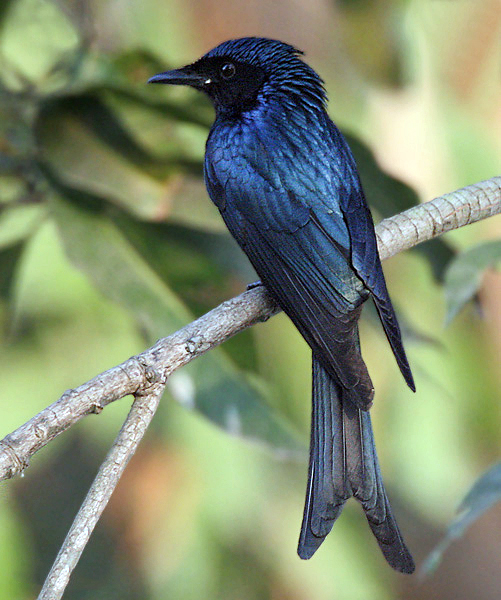
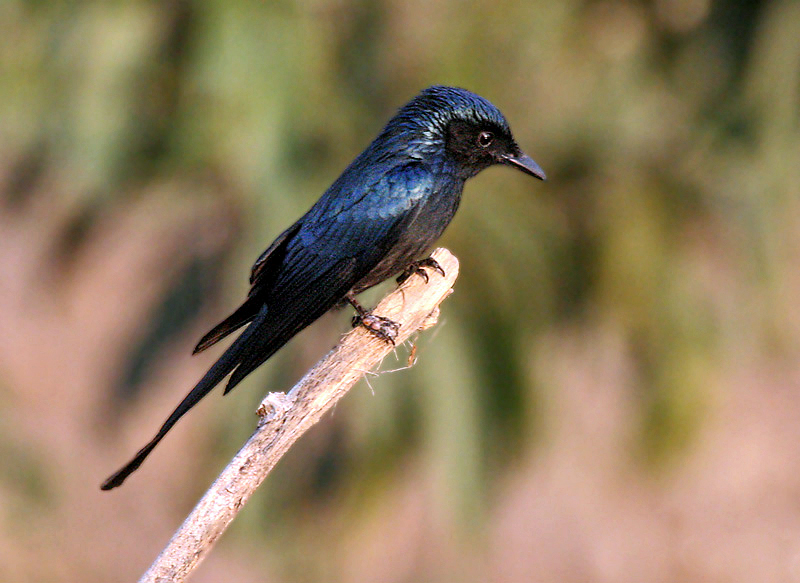